# Tokutaro Ukon
Tokutaro Ukon (右近 徳太郎, Ukon Tokutarō, 23 septembre 1913 à Kōbe – mars 1944) est un footballeur japonais des années 1930. Il était attaquant.

## Biographie
Il est international japonais à deux reprises pour un but inscrit. 
Titulaire contre la Suède et contre l'Italie lors des Jeux olympiques de Berlin, il inscrit un but à la 62e minute contre la Suède, permettant ainsi d'égaliser face à l'équipe scandinave. Le Japon est éliminé en quarts-de-finale des JO 1936.
Il est joueur de l'Université Keiō, remportant la Coupe de l'Empereur 1936 et 1937.